# Osmia avedata
Osmia avedata är en biart som beskrevs av Warncke 1992. Osmia avedata ingår i släktet murarbin, och familjen buksamlarbin. Inga underarter finns listade i Catalogue of Life.